# Wolf-Rüdiger Heilmann

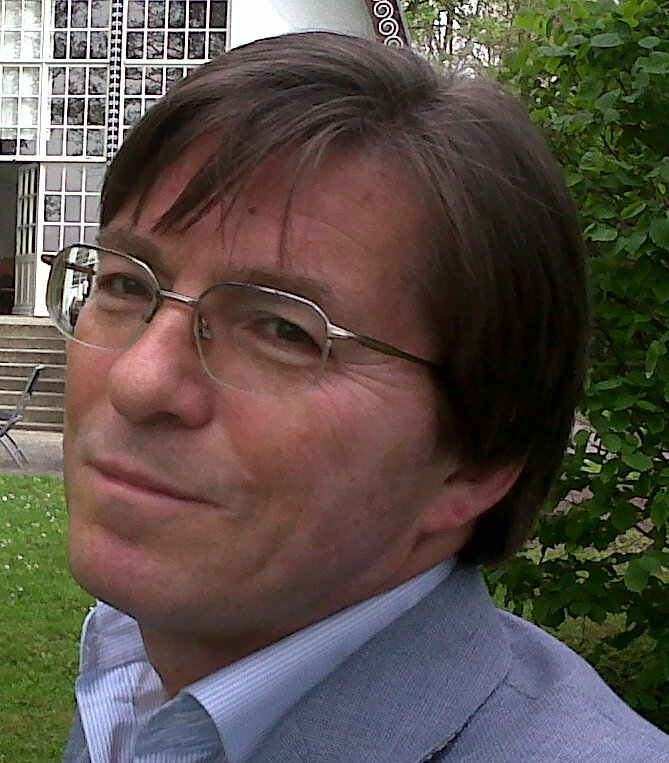
Wolf-Rüdiger Heilmann (2011)

Wolf-Rüdiger Heilmann (* 27. September 1948 in Rendsburg) ist ein deutscher Aktuar.

## Leben
Wolf-Rüdiger Heilmann wurde 1948 als Sohn von Ursula Heilmann, geborene Schröder, und des Kaufmanns Wilhelm Heilmann in Rendsburg geboren. Nach seinem Schulabschluss mit Abitur in Rendsburg 1967 studierte Heilmann in Hamburg Mathematik. Nach seinem Diplom-Abschluss 1974 war er von 1974 bis 1980  wissenschaftlicher Assistent am Institut für Mathematische Stochastik. 1977 wurde er mit einer Dissertation über Lineare Programmierung stochastischer dynamischer Entscheidungsmodelle zum Dr. rer. nat. promoviert. 1979 habilitierte er sich an der Universität Hamburg mit einer Schrift über Spezielle Modelle der Stochastischen Optimierung.
Im Jahr 1980 erhielt Heilmann an der Universität Hamburg eine Professur für Versicherungsmathematik; 1985 wechselte er als Inhaber des Lehrstuhls für Versicherungswissenschaft an die Universität Karlsruhe. 1991 wechselte er in die Privatwirtschaft und ist seitdem am KIT Honorarprofessor für Versicherungswissenschaft. Von 1991 bis 1998 war Heilmann Vorstandsmitglied der Karlsruher Lebensversicherung AG. 1999 wechselte er in den Vorstand der GE Frankona. Von 2006 bis 2008 war Heilmann beim Gesamtverband der Deutschen Versicherungswirtschaft (GDV) Geschäftsführer für den Bereich Lebensversicherung/Pensionsfonds.
Wolf-Rüdiger Heilmann heiratete 1970 Ingrid Benn und hat drei Töchter (Larissa-Valeska, Lisa-Maria und Lydia Sara).

## Veröffentlichungen
- mit Klaus Jürgen Schröter: Grundbegriffe der Risikotheorie. 2014, ISBN 978-3-89952-729-2.